# Rastko Stojković
Rastko Stojković (szerbül: Растко Стојковић, Belgrád, 1981. július 12. –) Európa-bajnoki ezüstérmes szerb válogatott kézilabdázó.

## Pályafutása

### Klubcsapatokban
Pályafutását a Crvena Zvezdában kezdte, majd a rivális Partizan csapatához igazolt. Hazájában több kisebb csapatban is megfordult, így volt a Borac Banja Luka és az RK PKB játékosa is. Ezt követően visszatért a Crvenába és bajnok, valamint kupagyőztes lett a csapattal a 2003–2004-es szezonban. 2005-ben Németországba igazolt, ahol előbb a Pfullingen, majd 2006 és 2009 között a Nordhorn-Lingen csapatában kézilabdázott. Utóbbi csapattal 2008-ban EHF-kupa-győztes lett. 2009 és 2013 között a lengyel Kielcével háromszor volt bajnok és négyszer kupagyőztes, valamint a 2012–2013-as idényben a Bajnokok Ligája négyes döntőjében a harmadik helyen zárt csapatával. 2013 őszén visszatért a Crvena Zvezdához. Ezt követően játszott Bresztben és az izraeli Makkabi Risón Lecijónban. 2019 augusztusában jelentette be visszavonulását.

### A válogatottban
A szerb válogatottban 65 mérkőzésen 138 gólt szerzett, tagja volt a 2012-es hazai rendezésű Európa-bajnokságon ezüstérmet szerző csapatnak.

## Sikerei, díjai
Crvena Zvezda
- Szerb-montenegrói bajnok: 2004
- Szerb-montenegrói kupagyőztes: 2004

Nordhorn-Lingen
- EHF-kupa-győztes: 2008

Kielce
- Lengyel bajnok: 2010, 2012, 2013
- Lengyel Kupa-győztes: 2010, 2011, 2012, 2013

Meskov Breszt
- Fehérorosz bajnok: 2014, 2015, 2016, 2017, 2018
- Fehérorosz kupagyőztes: 2014, 2015, 2016, 2017, 2018